# Olympische Sommerspiele 1952/Leichtathletik – Kugelstoßen (Männer)

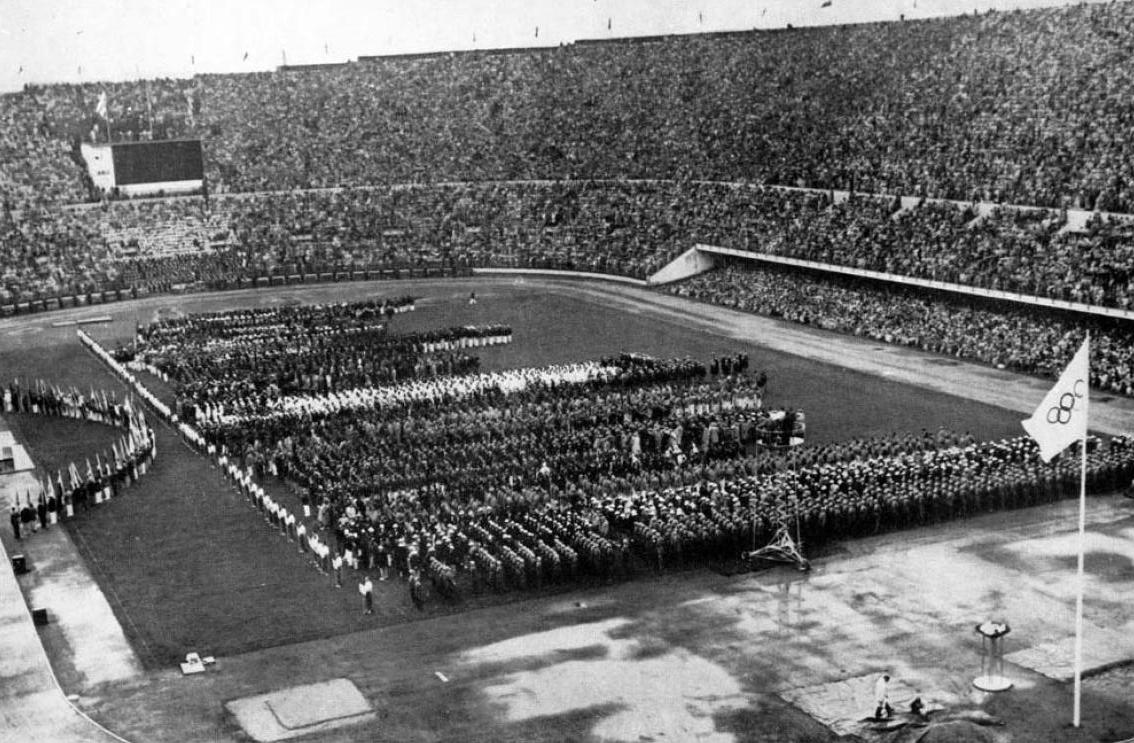
Eröffnungsfeier bei den Olympischen Spielen in Helsinki

Das Kugelstoßen der Männer bei den Olympischen Spielen 1952 in Helsinki wurde am 21. Juli 1952 ausgetragen. 20 Athleten nahmen teil.
Die US-Mannschaft konnte einen Dreifacherfolg feiern. Parry O’Brien siegte vor Darrow Hooper und Jim Fuchs.

## Rekorde

### Bestehende Rekorde
| Weltrekord         | 17,95 m | Jim Fuchs ( USA)       | Eskilstuna, Schweden      | 22. August 1950 |
| Olympischer Rekord | 17,12 m | Wilbur Thompson ( USA) | OS London, Großbritannien | 3. August 1948  |

### Rekordverbesserung
Der US-amerikanische Olympiasieger Parry O’Brien verbesserte den bestehenden olympischen Rekord im Finale am 21. Juli um 29 Zentimeter auf 17,41 m. Den Weltrekord verfehlte er um 54 Zentimeter.

## Durchführung des Wettbewerbs
Zwanzig Teilnehmer traten am 21. Juli zu einer gemeinsamen Qualifikationsrunde an. Die Qualifikationsweite betrug 14,60 Meter, sie wurde von dreizehn Athleten – hellblau unterlegt – übertroffen, sodass das Finalfeld, das aus mindestens zwölf Wettbewerbern bestehen sollte, nicht weiter aufgefüllt werden musste. Die in der Qualifikation erzielten Resultate wurden nicht für das Finale mitgewertet.
Im Finale, das am Nachmittag des 21. Juli stattfand, hatten alle Teilnehmer zunächst drei Versuche. Die sechs besten Athleten durften dann drei weitere Stöße ausführen.

## Zeitplan
21. Juli, 10:00 Uhr: Qualifikation

21. Juli, 15:00 Uhr: Finale

## Legende
Kurze Übersicht zur Bedeutung der Symbolik – so üblicherweise auch in sonstigen Veröffentlichungen verwendet:
| – | verzichtet |
| x | ungültig   |

## Qualifikation
Datum: 21. Juli 1952, 10:00 Uhr
| Platz | Name                    | Nation           | 1. Versuch | 2. Versuch | 3. Versuch | Resultat |
| ----- | ----------------------- | ---------------- | ---------- | ---------- | ---------- | -------- |
| 01    | Parry O’Brien           | USA              | 16,05 m    | –          | –          | 16,05 m  |
| 02    | Oto Grigalka            | Sowjetunion      | 15,90 m    | –          | –          | 15,90 m  |
| 03    | Roland Nilsson          | Schweden         | 15,81 m    | –          | –          | 15,81 m  |
| 04    | Darrow Hooper           | USA              | 15,48 m    | –          | –          | 15,48 m  |
| 05    | Jim Fuchs               | USA              | 15,29 m    | –          | –          | 15,29 m  |
| 05    | Jíři Skobla             | Tschechoslowakei | 15,29 m    | –          | –          | 15,29 m  |
| 07    | Georgi Fjodorow         | Sowjetunion      | 15,16 m    | –          | –          | 15,16 m  |
| 08    | Per Stavem              | Norwegen         | 14,45 m    | 14,54 m    | 15,12 m    | 15,12 m  |
| 09    | Alois Schwabl           | Österreich       | 15,00 m    | –          | –          | 15,00 m  |
| 10    | Angiolo Profeti         | Italien          | 14,93 m    | –          | –          | 14,93 m  |
| 11    | Tadeusz Krzyżanowski    | Polen            | 14,11 m    | 14,90 m    | –          | 14,90 m  |
| 12    | John Savidge            | Großbritannien   | 14,89 m    | –          | –          | 14,89 m  |
| 13    | Lucien Guillier         | Frankreich       | 14,13 m    | x          | 14,62 m    | 14,62 m  |
| 14    | Aapo Perko              | Finnland         | 14,23 m    | 14,50 m    | 14,26 m    | 14,50 m  |
| 15    | Toivo Telen             | Finnland         | 13,78 m    | 14,30 m    | x          | 14,30 m  |
| 16    | Ramón Rosario           | Puerto Rico      | 14,21 m    | 14,00 m    | 13,94 m    | 14,21 m  |
| 17    | Kaarto Rask             | Finnland         | 14,08 m    | 13,81 m    | 13,80 m    | 14,08 m  |
| 18    | Konstantinos Giataganas | Griechenland     | 12,06 m    | 14,05 m    | x          | 14,05 m  |
| 19    | John Giles              | Großbritannien   | 13,73 m    | 13,70 m    | x          | 13,73 m  |
| 20    | Nuri Turan              | Türkei           | 13,00 m    | x          | x          | 13,00 m  |

## Finale
Datum: 21. Juli 1952, 15:00 Uhr
| Platz | Name                 | Nation           | 1. Versuch | 2. Versuch | 3. Versuch | 4. Versuch                                | 5. Versuch                                | 6. Versuch                                | Endresultat | Anmerkung |
| ----- | -------------------- | ---------------- | ---------- | ---------- | ---------- | ----------------------------------------- | ----------------------------------------- | ----------------------------------------- | ----------- | --------- |
| 1     | Parry O’Brien        | USA              | 17,41 m    | 17,21 m    | 16,79 m    | 16,87 m                                   | 17,12 m                                   | 16,53 m                                   | 17,41 m     | OR        |
| 2     | Darrow Hooper        | USA              | 17,02 m    | 16,59 m    | 17,08 m    | 16,90 m                                   | 16,93 m                                   | 17,39 m                                   | 17,39 m     |           |
| 3     | Jim Fuchs            | USA              | 16,93 m    | x          | x          | x                                         | 17,06 m                                   | x                                         | 17,06 m     |           |
| 4     | Oto Grigalka         | Sowjetunion      | 16,53 m    | 16,78 m    | 15,91 m    | 16,27 m                                   | 16,29 m                                   | 16,33 m                                   | 16,78 m     |           |
| 5     | Roland Nilsson       | Schweden         | 16,55 m    | 16,08 m    | 16,33 m    | x                                         | x                                         | x                                         | 16,55 m     |           |
| 6     | John Savidge         | Großbritannien   | 16,17 m    | 16,18 m    | x          | 16,19 m                                   | 16,03 m                                   | x                                         | 16,19 m     |           |
|       |                      |                  |            |            |            |                                           |                                           |                                           |             |           |
| 7     | Georgi Fjodorow      | Sowjetunion      | 15,98 m    | 16,01 m    | 16,06 m    | nicht im Finale der besten sechs Athleten | nicht im Finale der besten sechs Athleten | nicht im Finale der besten sechs Athleten | 16,06 m     |           |
| 8     | Per Stavem           | Norwegen         | 15,14 m    | 16,02 m    | 15,31 m    | nicht im Finale der besten sechs Athleten | nicht im Finale der besten sechs Athleten | nicht im Finale der besten sechs Athleten | 16,02 m     |           |
| 9     | Jiří Skobla          | Tschechoslowakei | 15,73 m    | 15,60 m    | 15,92 m    | nicht im Finale der besten sechs Athleten | nicht im Finale der besten sechs Athleten | nicht im Finale der besten sechs Athleten | 15,92 m     |           |
| 10    | Tadeusz Krzyżanowski | Polen            | 15,08 m    | 14,57 m    | 14,32 m    | nicht im Finale der besten sechs Athleten | nicht im Finale der besten sechs Athleten | nicht im Finale der besten sechs Athleten | 15,08 m     |           |
| 11    | Lucien Guillier      | Frankreich       | 13,94 m    | 14,46 m    | 14,84 m    | nicht im Finale der besten sechs Athleten | nicht im Finale der besten sechs Athleten | nicht im Finale der besten sechs Athleten | 14,84 m     |           |
| 12    | Angiolo Profeti      | Italien          | 14,59 m    | 14,00 m    | 14,74 m    | nicht im Finale der besten sechs Athleten | nicht im Finale der besten sechs Athleten | nicht im Finale der besten sechs Athleten | 14,74 m     |           |
| 13    | Alois Schwabl        | Österreich       | 14,43 m    | 14,20 m    | 14,45 m    | nicht im Finale der besten sechs Athleten | nicht im Finale der besten sechs Athleten | nicht im Finale der besten sechs Athleten | 14,45 m     |           |

Zwischen 1949 und 1951 stellte der US-Amerikaner Jim Fuchs, Bronzemedaillengewinner von 1948, vier Weltrekorde auf. 1951 wurde er jedoch bei den US-Meisterschaften von Parry O’Brien geschlagen, der wiederum bei den US-Olympiaausscheidungen von Darrow Hooper besiegt wurde. Es ging also sehr eng zu zwischen diesen drei US-Athleten, die als die klaren Favoriten diesen Wettbewerb bestritten.
O’Brien hatte im Vorfeld eine völlig neue Stoßtechnik entwickelt. Im Gegensatz zur bis dahin üblichen Weise stellte er sich mit dem Rücken zur Stoßrichtung nach unten gebeugt in den Stoßkreis und drehte sich dann während des Angleitens um 180°, bevor er die Kugel abstieß. So war sein Beschleunigungsweg für die Kugel deutlich länger als bei der hergebrachten Technik. O’Brien öffnete damit den Weg für ganz neue Weiten-Dimensionen in den kommenden Jahren.
Im Finale reichte O’Briens Weite von 17,41 m aus dem ersten Durchgang für die Goldmedaille, womit er gleichzeitig auch einen neuen olympischen Rekord aufstellte. Allerdings war Hoopers letzter Versuch nur zwei Zentimeter kürzer. Fuchs errang mit 17,06 m die Bronzemedaille.
Im zwölften olympischen Finale errang Parry O’Brien die zehnte Goldmedaille für die USA.

Es war der siebte Dreifacherfolg der USA, der zweite in Folge in dieser Disziplin.

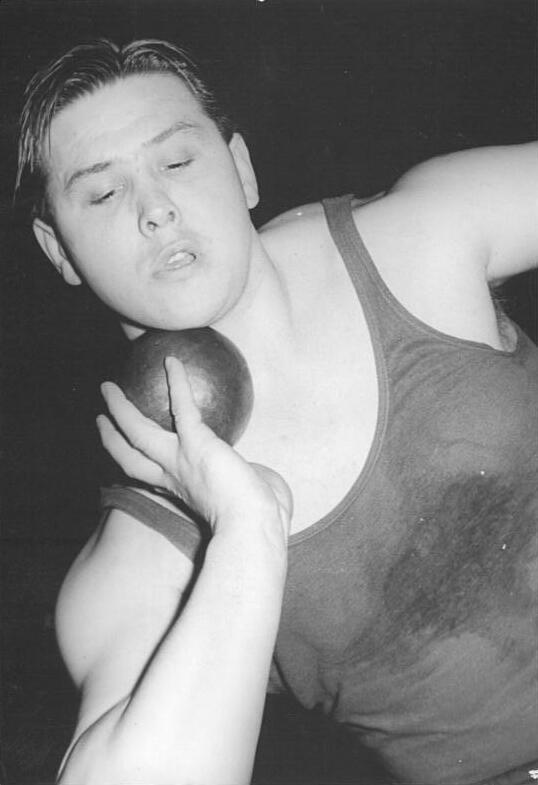
Jíři Skobla erreichte im Finale Platz neun
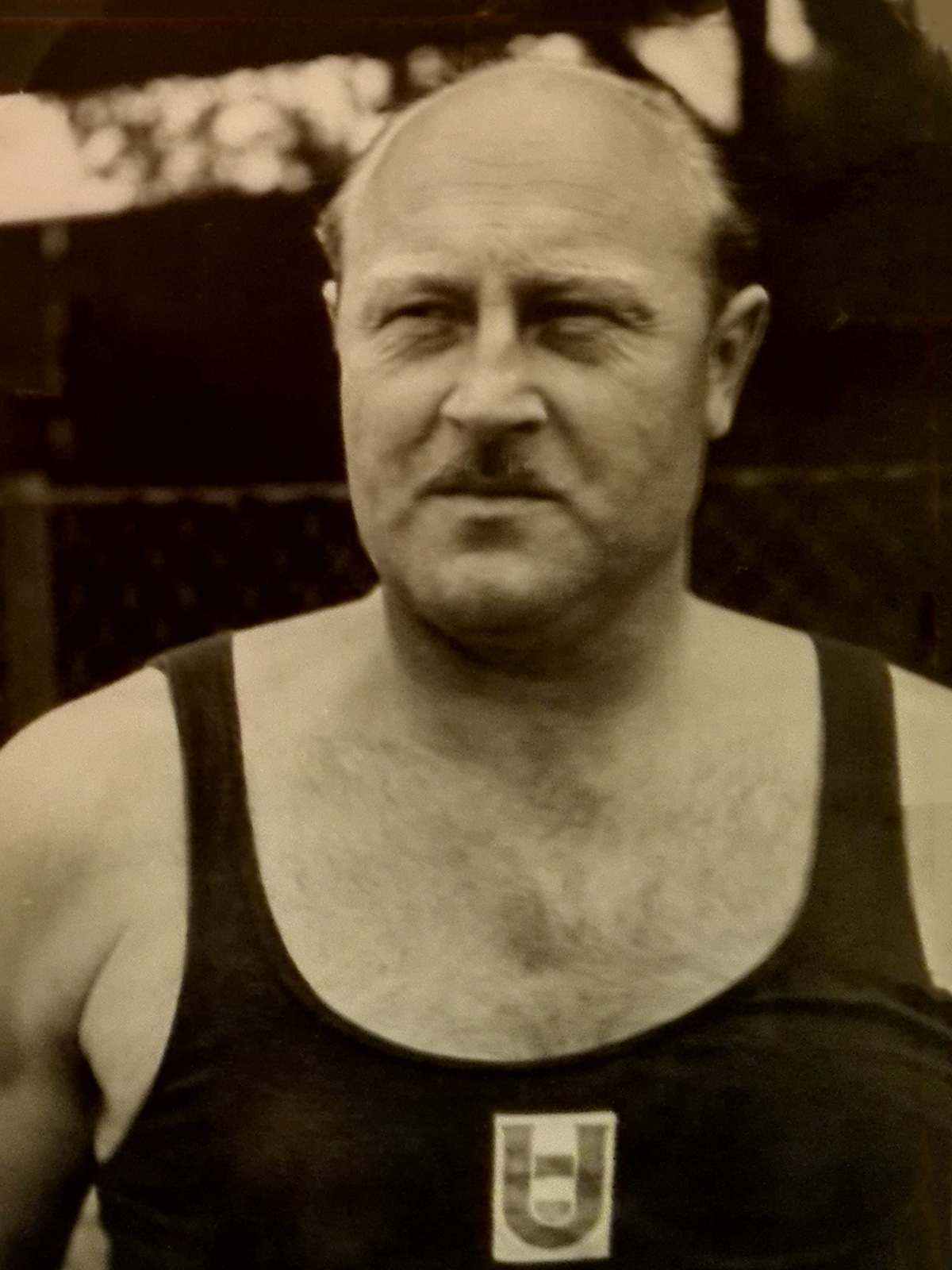
Rang dreizehn für Alois Schwabl

## Video
- Parry O’Brien Shot Put, Video zur neuen revolutionären Stoßtechnik des Parry O’Brien, youtube.com, abgerufen am 28 Shot Put September 2017